# Tân lang Tây Thi

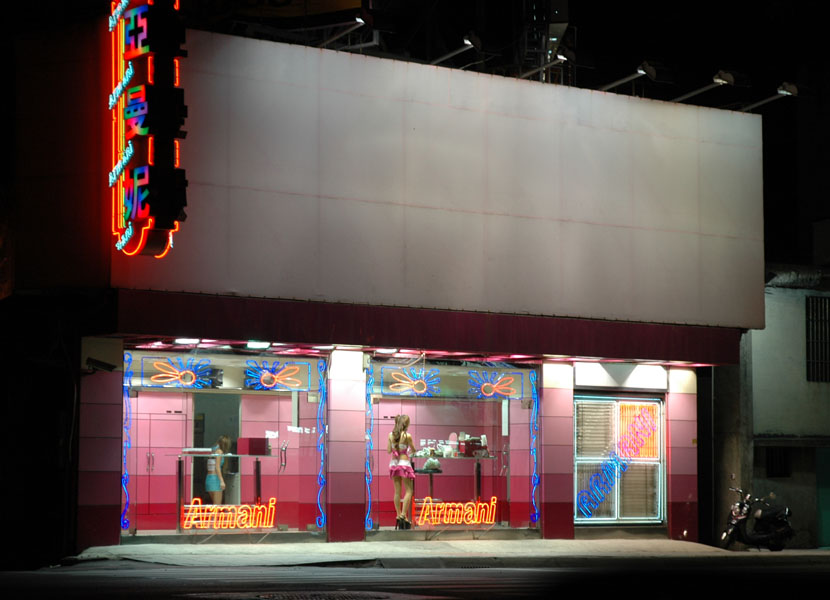
Một số quầy bán cau dọc tỉnh lộ số 4

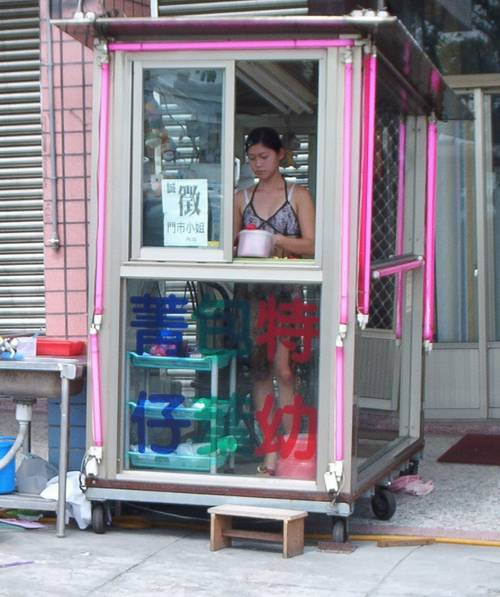
Một tân lang Tây Thi trong quầy

Tân lang Tây Thi (chữ Hán: 檳榔西施, bính âm: bīnláng xīshī) nghĩa là "Tây Thi trầu cau", là những cô gái ăn mặc khêu gợi bán trầu cau và thuốc lá trong các quầy dọc đường tại các thành phố ở Đài Loan. Các quầy bán hàng này thường được chiếu sáng bằng đèn neon và có thể nhìn thấu qua lồng kính, tương tự những người mẫu chiêu hàng trong các tiệm quần áo.
Phong tục ăn trầu và cau là một tập quán tại nhiều nước châu Á, kể cả Đài Loan, nơi khoảng 20% dân số ăn cau. Cau là sản phẩm nông nghiệp đứng thứ nhì tại Đài Loan, chỉ sau gạo, và hàng năm khoảng 3 tỷ USD được tiêu thụ.

## Vai trò
Hầu hết các người ăn cau tại Đài Loan là phái nam. Cuối thập niên 1960, quầy cau Shuangdong mới mở tại hương Quốc Tính, huyện Nam Đầu, bắt đầu dùng các cô gái bán hàng để chào khách. Để cạnh tranh sự chú ý, các cô gái thường ăn mặc hở hang. Đến thập niên 1990, hiện tượng này bắt đầu trở nên thịnh hành và đến nay đã chiếm lĩnh các quầy bán cau tại Đài Loan: trong 100.000 quầy bán cau, khoảng 60.000 là những quầy bán của các tân lang Tây Thi. Những quầy này thường được đặt tại dọc các quốc lộ, nhằm bán cho các tài xế xe vận tải đi đường xa. Công việc của các cô gái là bổ cau, têm trầu cho khách hàng.
Những cô gái này không phải là gái mại dâm. Họ thường là những người xuất thân từ tầng lớp ít học thức, nhưng thường được trả giá cao cho công việc của họ. Một số người là chủ nhân của quầy hàng của họ. Có người là người nhập cư từ nước khác như từ Việt Nam.

## Tranh cãi
Việc các cô gái dùng thể xác để khêu gợi khách mua trầu cau đã gây nhiều tranh cãi trong xã hội Đài Loan, vốn là một xã hội có truyền thống Khổng Mạnh. Chính quyền huyện Đào Viên năm 2002 đã phê chuẩn một luật mới đòi hỏi các tân lang Tây Thi phải che đậy ngực, rún, và mông. Chính quyền cho rằng chẳng những các cô gái ăn mặc hở hang chào hàng làm mất thanh danh Đài Loan, họ còn gây ra nhiều tai nạn xe cộ  hay bị khách hàng lạm dụng tình dục . Vì tục ăn trầu cau tăng nguy cơ ung thư, chính phủ Đài Loan cũng mở chiến dịch phòng chống ung thư bằng cách giảm số người ăn trầu. Chiến dịch này gây ra nhiều phản ứng từ các tân lang Tây Thi, vì tục ăn trầu là một truyền thống lâu năm và tạo công ăn việc làm cho trên 70.000 gia đình .
Một số nhóm tranh đấu cho quyền lợi phụ nữ đã phản ảnh rằng những tân lang Tây Thi phải ăn mặc hở hang hoặc lố lăng để cải thiện hoàn cảnh kinh tế bản thân. Họ cũng chỉ ra rằng trong những ngành nghề khác như siêu mẫu, ca sĩ, hoặc promotion girl (nữ tiếp thị) cũng có thể ăn mặc hở hang và lố lăng như thế, nhưng lại được xã hội chấp nhận, cho nên theo quan điểm của họ, chính trị đã có những hành vi phân biệt.
Một số khác phê phán truyền thông đại chúng đã diễn tả xấu về hình ảnh những cô gái này, trong khi không khách quan nói đến những nguyên nhân kinh tế và xã hội đằng sau. Tổ chức chống lạm dụng tình dục "Garden of Hope" cho rằng những tân lang tây thi (và những cô gái tiếp thị tương tự) này bị bóc lột bởi xã hội tiêu thụ và tình dục được dùng như phương tiện, họ cho rằng chính quyền cần có sách lược để bảo vệ quyền lợi những cô gái trẻ, nâng cao phẩm giá và khả năng của họ để có thể cưỡng lại sự cám dỗ .